# أندي تومسون (سياسي أمريكي)
أندي تومسون هو سياسي أمريكي، ولد في 8 فبراير 1963 في بيلا في الولايات المتحدة، وتوفي في 13 مايو 2020. نشط حزبياً في الحزب الجمهوري. وقد انتخب عضو مجلس نواب أوهايو ‏.

## وصلات خارجية
- الموقع الرسمي